# 良田镇 (镇宁县)
良田镇，是中华人民共和国贵州省安顺市镇宁布依族苗族自治县下辖的一个乡镇级行政单位。
2012年，贵州省人民政府批复同意撤销良田乡，设置良田镇。

## 行政区划
良田镇下辖以下地区：
良田村、顶坛村、板东村、杨柳井村、板外村、包包村、纳亚村、乐运村、板袍村、新屯村、这扛村、磨薅村、乐谢村、巧坡村、坝草村、马口洞村、喜艾村、柿寨村、强里村、陇要村和乐丰村。